# 无偿划转
无偿划转是中華人民共和國国有产权转让的一种特殊方式。条件是划转双方必须都是国有全资企业，划出方将所持国有产权以无偿划转方式转至划入方。同一集团下不同全资子公司持有的国有股权划转，只需集团批准，国资委备案。不同集团间的国有股权划转，需要国资委批准。

## 会计处理
- 划出方账务处理：
  - 借：资本公积；贷：长期股权投资。
- 划入方账务处理：
  - 借：长期股权投资；贷：资本公积。